# Carlo Torrione
Carlo Torrione (Aosta, 28 dicembre 1888 – 30 aprile 1953) è stato un politico italiano.
Avvocato, fu membro del Comitato di liberazione nazionale di Aosta per il Partito Liberale Italiano e venne nominato primo sindaco di Aosta dopo la liberazione della città nell'aprile 1945. In seguito fu consigliere regionale nel consiglio costituente guidato dal CLN dal 1946 al 1949.